# Tadaaki Matsubara
Tadaaki Matsubara (Shizuoka, 2 juli 1977) is een voormalig Japans voetballer.

## Carrière
Tadaaki Matsubara speelde tussen 1996 en 2001 voor Shimizu S-Pulse, Jatco en Tokyo Verdy.

## Statistieken
| Japan   | Japan           | Japan           | League | League | Emperor's Cup | Emperor's Cup | J-League Cup | J-League Cup | Totaal | Totaal |
| Seizoen | Club            | League          | Wed.   | Goals  | Wed.          | Goals         | Wed.         | Goals        | Wed.   | Goals  |
| ------- | --------------- | --------------- | ------ | ------ | ------------- | ------------- | ------------ | ------------ | ------ | ------ |
| 1996    | Shimizu S-Pulse | J. League 1     | 0      | 0      | 0             | 0             | 0            | 0            | 0      | 0      |
| 1997    | Shimizu S-Pulse | J. League 1     | 0      | 0      | 0             | 0             | 0            | 0            | 0      | 0      |
| 1998    | Shimizu S-Pulse | J. League 1     | 3      | 0      | 0             | 0             | 4            | 0            | 7      | 0      |
| 1999    | Jatco           | Football League |        |        |               |               |              |              |        |        |
| 2000    | Jatco           | Football League |        |        |               |               |              |              |        |        |
| 2001    | Tokyo Verdy     | J. League 1     | 2      | 0      |               |               |              |              | 2      | 0      |
| Totaal  | Totaal          | Totaal          | 5      | 0      | 0             | 0             | 4            | 0            | 9      | 0      |